# امیر وجیه‌الدین مسعود
امیر مسعود ملقب به وجیه‌الدین از قدرت‌مندترین حاکمان سربداران بود که مناطق میان خراسان تا طبرستان را تحت نظر گرفت. وی پس از کشته شدن برادرش عبدالرزاق، فرمانروایی دولت تازه تأسیس سربداران را به دست گرفت. مسعود به حسن تدبیر، شجاعت، مردانگی، عقل، صلاح و سواد، شهرت داشت و از فساد به دور بود. مسعود توانست قومس، گرگان و استرآباد را فتح کند. او پس از این فتوحات قصد کرد که به سوی طبرستان لشکرکشی کند. فخرالدوله حسن، اسپهبد باوندیان طبرستان، علی‌رغم آن‌که از تمایلات و مقاصد امیرمسعود آگاه بود، با او سازش نمود و مسعود با آرامش وارد شهر آمل شد ولی پس از ورود او به آمل، باوندیان با نقشه‌ای طراحی شده، بر او چیره شدند و به قتل رساندندش.
امیرمسعود با این که در مردم داری و مبارزه با حاکمان مغول و تثبیت حکومت سربداران، دارای موفقیت‌های بالایی بود، لیکن به خاطر اختلاف با شیخ حسن جوری و توطئه در قتل او، پایگاه مردمی خویش را از دست داد و حکومتش به تدریج رو به ضعف نهاد. به همین جهت سپاهش در نبرد هرات متحمل شکست گردید.